# Félicienne Lusamba Villoz-Muamba

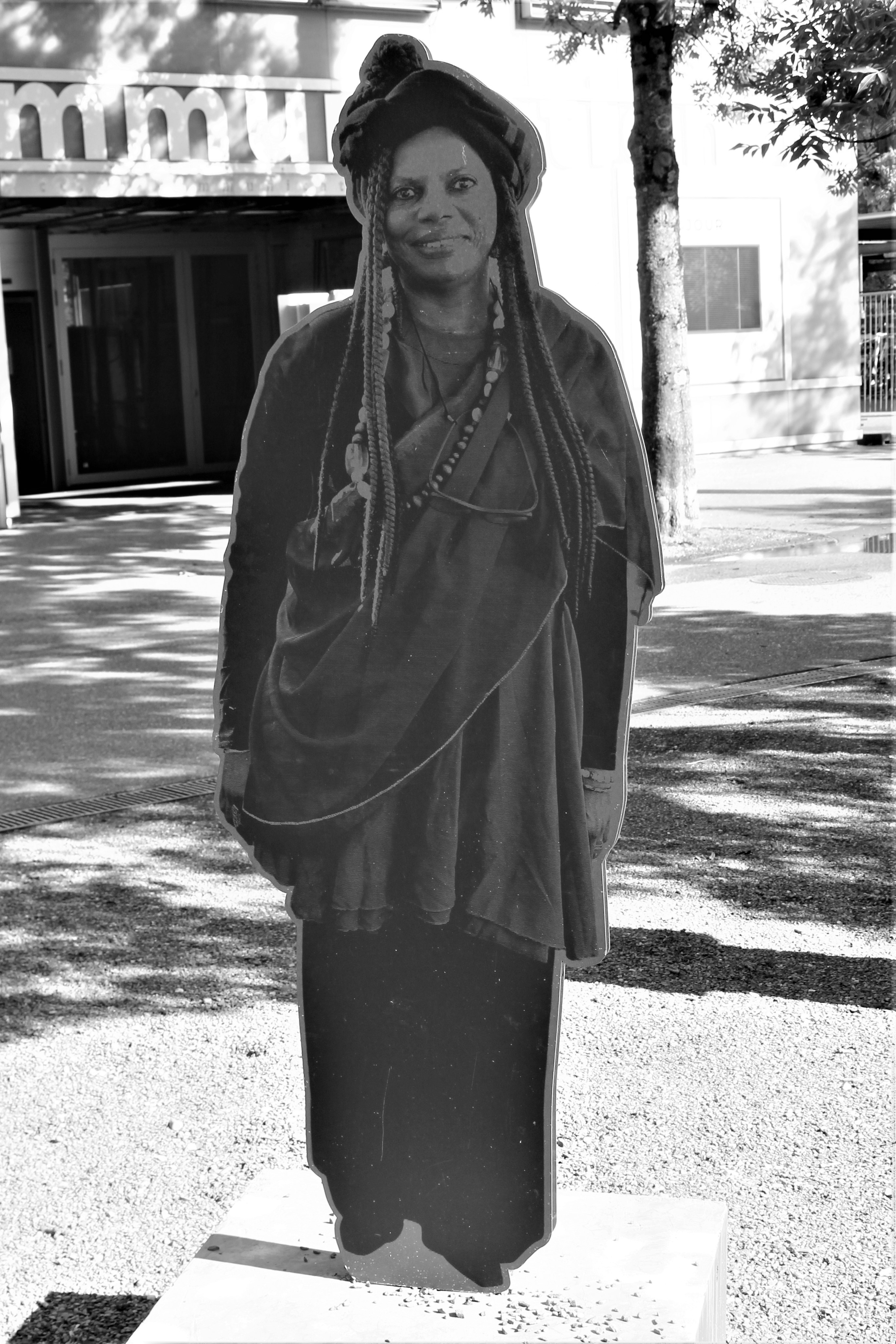
Stele von Félicienne Lusamba Villoz-Muamba auf dem Robert-Walser-Platz in Biel

Félicienne Lusamba Villoz-Muamba (* 13. Mai 1956 in Lusambo, Zaire; † 3. Dezember 2019 in Biel) war eine Juristin, interkulturelle Mediatorin und Politikerin (Grüne). 
Als sie sechs Jahre alt war, kam sie zu Verwandten nach Brüssel. Dort und in Paris studierte sie Jurisprudenz. Sie arbeitete unter anderem für die kongolesische Botschaft in Bern. Nach ihrer Heirat lebte sie mit der Familie in Biel. Sie arbeitete als Beraterin der Familienplanung und sexueller Gesundheit.
Im Jahr 2000 trat sie der Grünen Partei bei. Von Herbst 2000 bis 2008 war Villoz-Muamba Mitglied des Bieler Stadtparlaments und ab 2008 des Grossen Rates des Kantons. Aus gesundheitlichen Gründen gab sie 2010 ihr Grossratsmandat ab. Sie war die erste Parlamentarierin in der Stadt Biel und im Kanton Bern mit afrikanischen Wurzeln.
Während 10 Jahren präsidierte sie CRAN (Carrefour de Réflexion et d'Action Contre le Racisme Anti-Noir), von 2009 bis zu ihrem Tod.
Sie war auch Mitbegründerin verschiedener Vereinigungen und Plattformen.